# بازی (فیلم هندی ۲۰۱۱)
بازی (هندی: गेम) فیلمی است که در سال ۲۰۱۱ منتشر شد. از بازیگران آن می‌توان به آبیشک باچان، بومان ایرانی، و انوپم کهیر اشاره کرد.